# 籍偃
籍偃（？—？），字游，春秋时期晋国人，籍氏。
前573年，晋悼公即位，任命士渥浊做太傅，祁奚做中军尉，羊舌职辅佐；魏绛做司马，张老做侦察长，铎遏寇做上军尉，籍偃为上军尉司马，程郑做乘马御。弁纠驾御战车，荀宾作为车右。 前552年，栾盈的外公范宣子、舅舅士鞅父子诛除欲栾氏，士鞅和栾盈的母亲栾祁诬称栾盈谋反，栾盈逃到齐国。范宣子杀箕遗、黄渊、嘉父、司空靖、邴豫、董叔、邴师、申书、羊舌虎、叔罴。囚禁伯华、叔向、籍偃。